# La Nativitat de Durro
La Nativitat de la Mare de Déu és l'església parroquial romànica del poble de Durro que va ser declarada monument historicoartístic l'any 1980. Pertany al terme municipal de la Vall de Boí, dins de l'antic terme de Durro, sempre a l'Alta Ribagorça. És una de les esglésies romàniques de la Vall de Boí que han estat declarades, en conjunt, Patrimoni de la Humanitat per la UNESCO.

## Història
L'edifici s'integra en el conjunt d'obres pròpies dels constructors que bastiren les esglésies de la vall de Boí. En aquest cas, ateses les característiques generals del temple, es tractaria d'una església bastida en una data lleugerament més tardana que la resta, que podria coincidir amb la segona meitat del segle xii, amb una clara influència de l'obra de Santa Maria d'Alaó (Sopeira), que també és palesa a l'església de Santa Maria de Cóll. L'església de Durro fou profundament reformada amb la construcció de la volta en una època indeterminada, probablement al segle xvi, i la substitució de la capçalera original -formada per un absis semicircular del qual resten alguns vestigis, per construir la sagristia, al s. XVIII.
El porxo presenta unes característiques constructives que l'emparenten amb l'obra de Sant Romà de Casós, Sant Climent d'Iran o la propera capella de Sant Quirc de Durro, i ha d'ésser datat, com a molt aviat, a la segona meitat del segle xii. En tot cas sembla raonable suposar que l'edificació del porxo fou contemporània de la construcció de la volta de la nau i sempre anterior a la substitució de l'absis primitiu pel transsepte.
Modernament el temple fou restaurat el 1983, i l'any següent el campanar, pel servei de Patrimoni Arquitectònic de la Generalitat, sota la direcció de l'arquitecte Carles Solsona. Entre el 2000 i el 2002 hi ha hagut una altra campanya de restauració del conjunt monumental.

## L'església

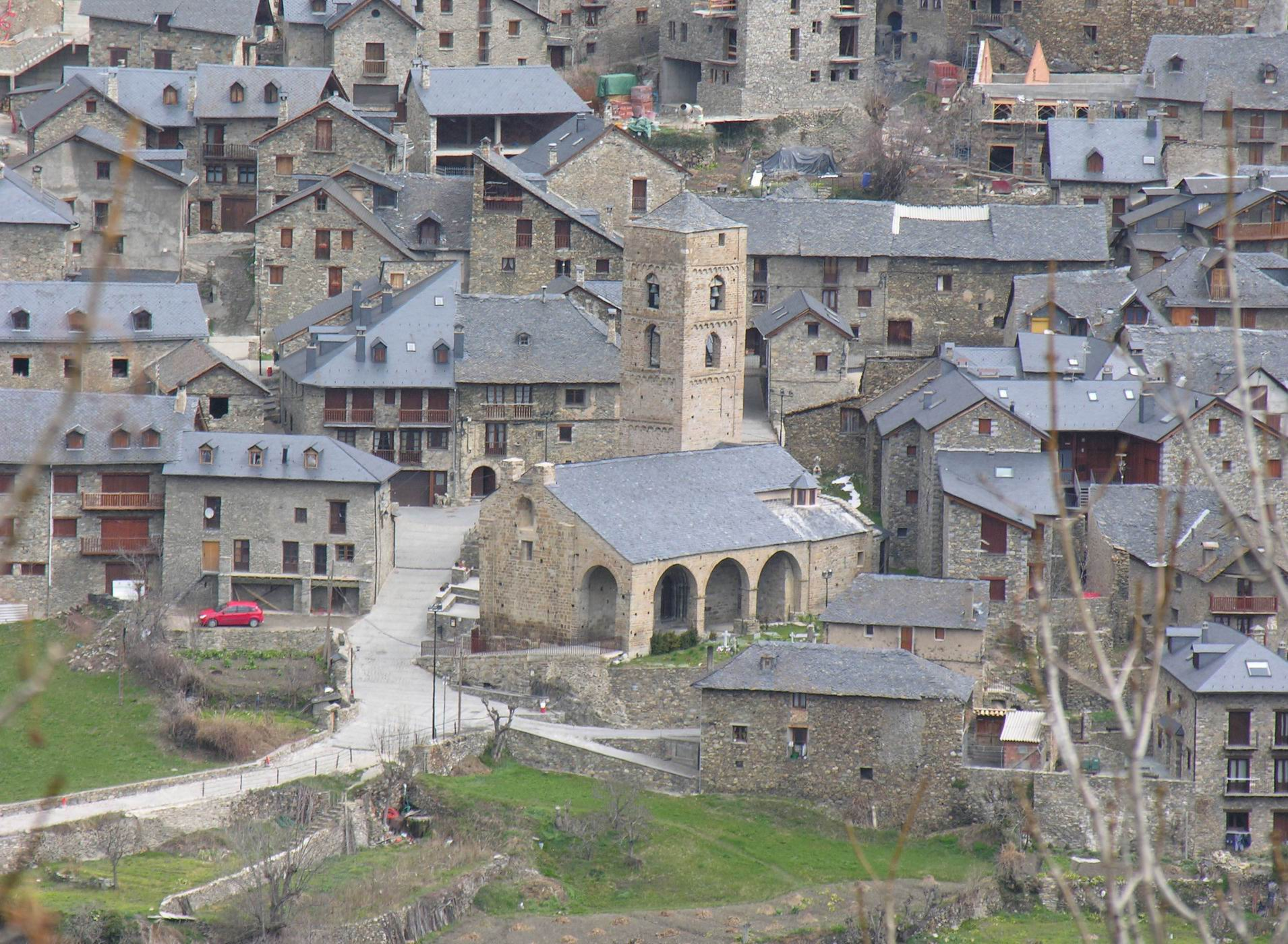
Vista de l'església

És un temple de notables proporcions, compost per una única nau, llarga i estreta, que havia estat capçada, vers llevant, per un absis semicircular avui desarticulat i substituït per un cos d'edifici de pla trapezial que fa les funcions de sagristia. La nau és coberta amb una volta de canó, de perfil lleugerament apuntat, dividida en quatre trams per arcs torals, que es recolzen sobre uns ressaltats encastats els murs perimetrals. A l'angle nord-est es dreça un campanar de torre modificat posteriorment, que no segueix la proporció esvelta dels campanars de la vall.
L'estructura de l'església es complica amb la incorporació d'un porxo, construït més tard, sostingut amb arcades, estès al llarg del mur meridional, on a l'extrem de llevant es lliurarà al braç sud d'un transsepte que ocupa l'àmbit de l'últim arc del porxo. La base del campanar forma el braç nord del transsepte, on ha desaparegut l'absis, del qual queda l'arc d'obertura al mur de llevant del campanar. Tot el conjunt, llevat del campanar, que té una coberta piramidal, és abrigat amb una teulada de doble pendent, recoberta amb llicorelles que abraça també el porxo.
El temple és il·luminat pràcticament per dos finestres al mur de ponent, de doble esqueixada i arc de mig punt. La porta s'obre al mur sud, dins el porxo i és feta amb un arc de mig punt, ressaltat per dures arquivoltes que arrenquen de sengles columnes laterals. Al mur nord, prop de l'angle nord-est, hi ha una altra porta, llisa, sense decoració.
La nuesa dels paraments de la nau, accentuada per la uniformitat de l'aparell, només és trencada per uns ressalts angulars i per una cornisa estesa al llarg dels murs laterals, parcialment decorada amb un escacat, que és sostinguda per arcuacions cegues sobre mènsules. L'aparell, fet amb carreuons de mides mitjanes molt ben treballats, segueix l'habitual disposició de filades horitzontals, en aquest cas perfectament ordenades. La sagristia, pel que sembla, fou bastida, si més no en part, amb els carreus de l'absis prèviament enderrocat, entre els quals n'hi ha uns que destaquen perquè tenen elements esculpits, especialment un arquet amb un petit cap perfectament definit.
Coronant el mur de ponent resten uns brancals d'una probable espadanya, avui desballestada.

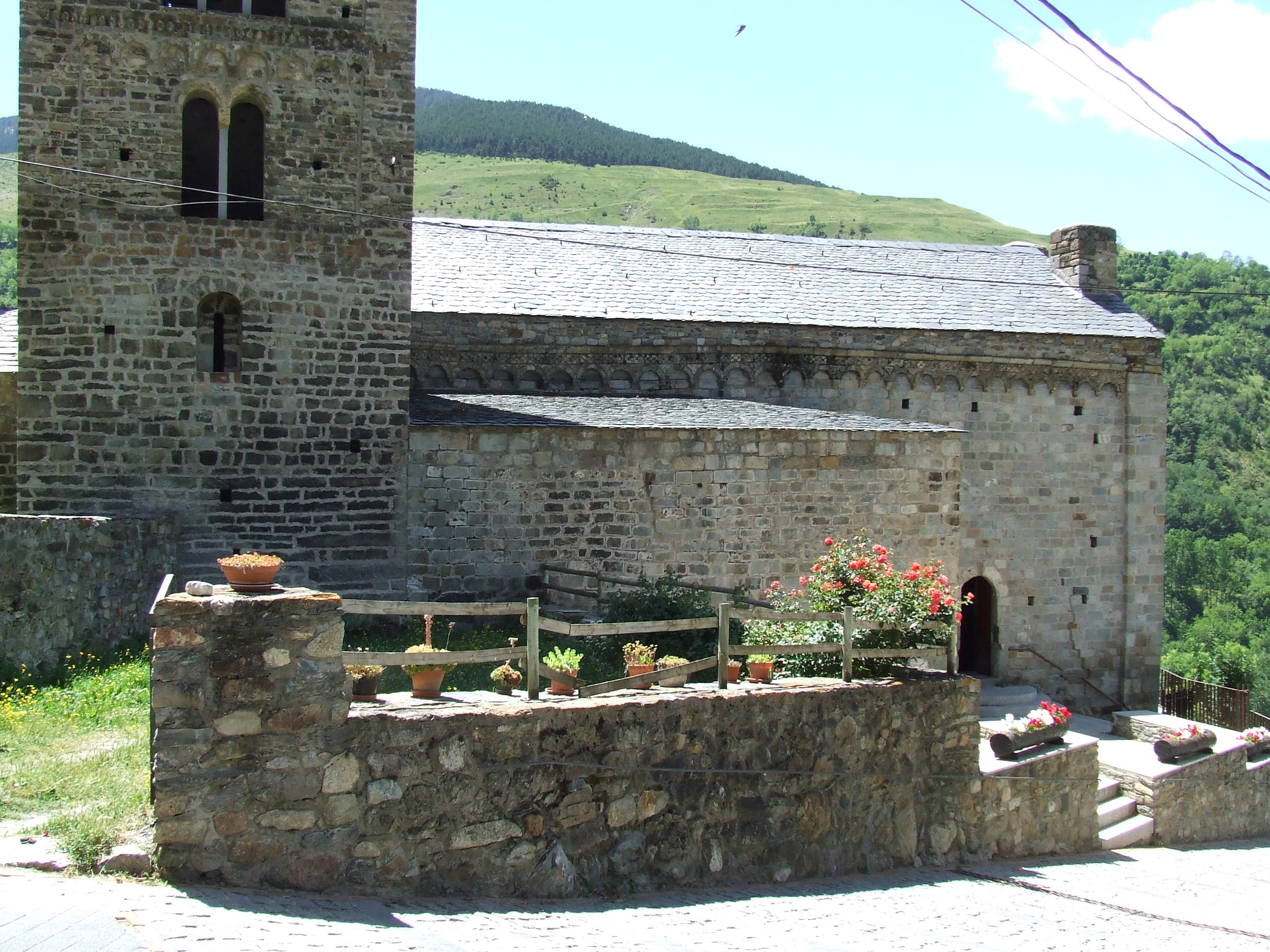
Façana nord i cementiri
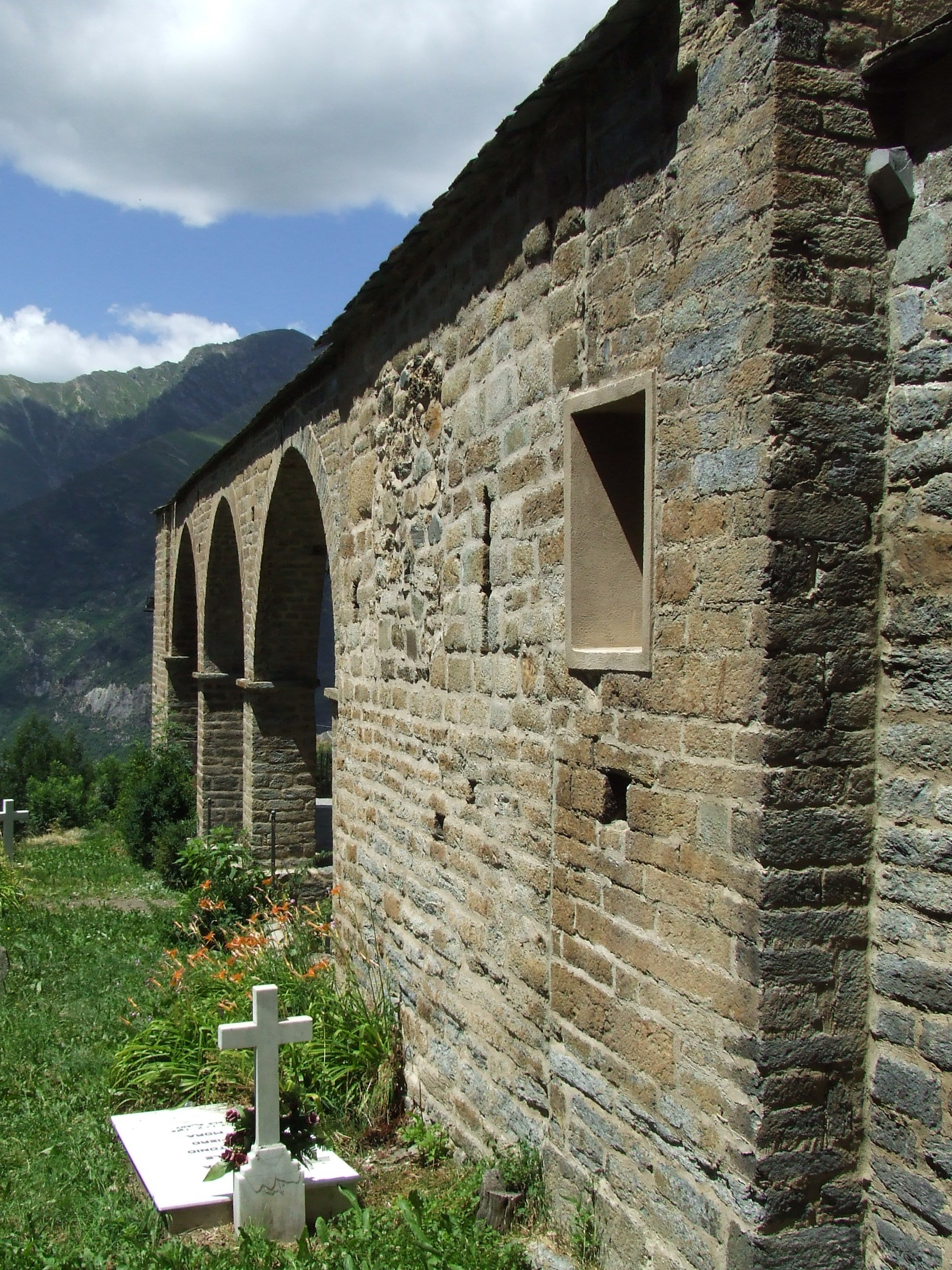
El porxo, a la façana de migdia
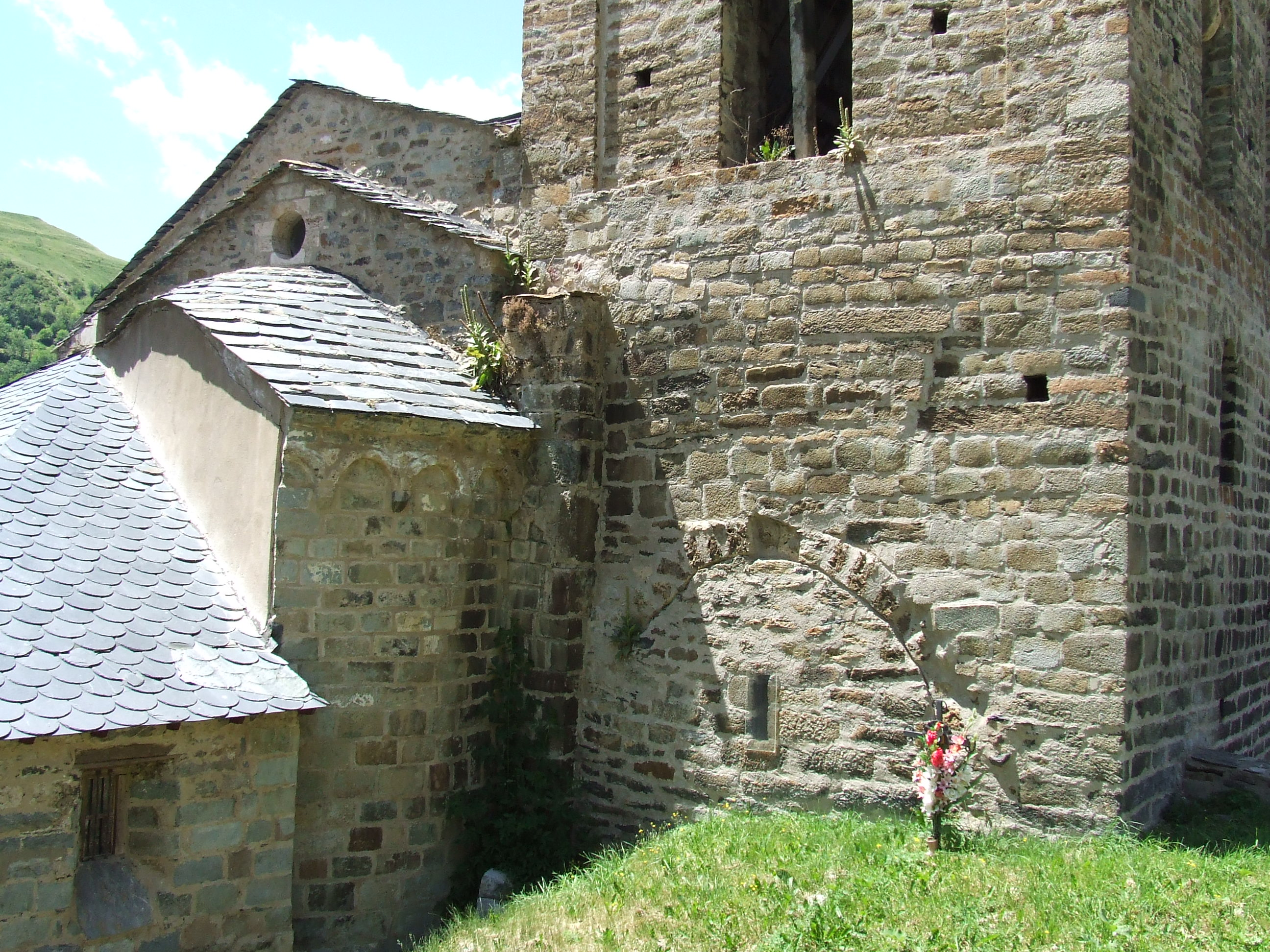
Detall de la base del campanar, absis central i absidiola nord
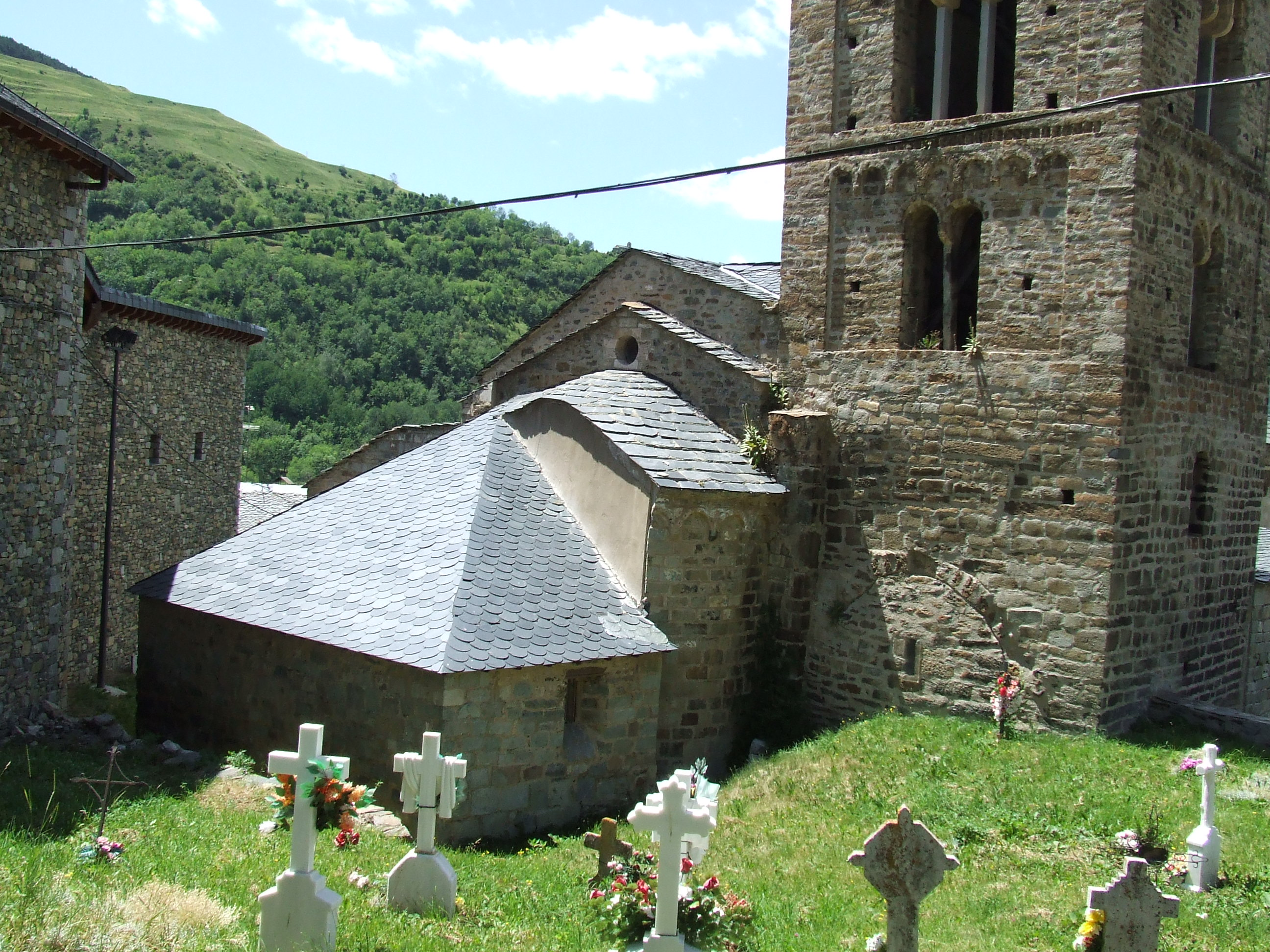
Conjunt de la capçalera i cementiri

## El campanar
El campanar, erigit a l'inici del mur nord, prop de la capçalera, és constituït per una torre de planta quadrada, originada a partir d'una socolada llisa sobre la qual se sobreposen cinc pisos tot i que el darrer, que acaba amb una coberta piramidal de pissarra, ha estat escapçat per la meitat. La separació entre els pisos, seguint els esquemes decoratius de les esglésies de la vall de Boí, és determinada per arcuacions cegues desenrotllades sota frisos de dents de serra. Dissortadament aquest campanar va sofrir, a més de l'escapçament, un seguit de transformacions que van comportar l'aparedament del finestrals del primer pis i del segon (avui oberts, després de la restauració de què ha estat objecte) i la substitució dels finestrals romànics geminats per uns altres d'ogivals al tercer pis i al quart. Així mateix, l'accés primitiu, que comunicava amb la nau, fou obturat per un mur, on s'obrí un porta.
Una de les particularitats d'aquest campanar és que té ornamentació llombarda (dents de serra i arcuacions cegues) també a l'interior.

## El porxo

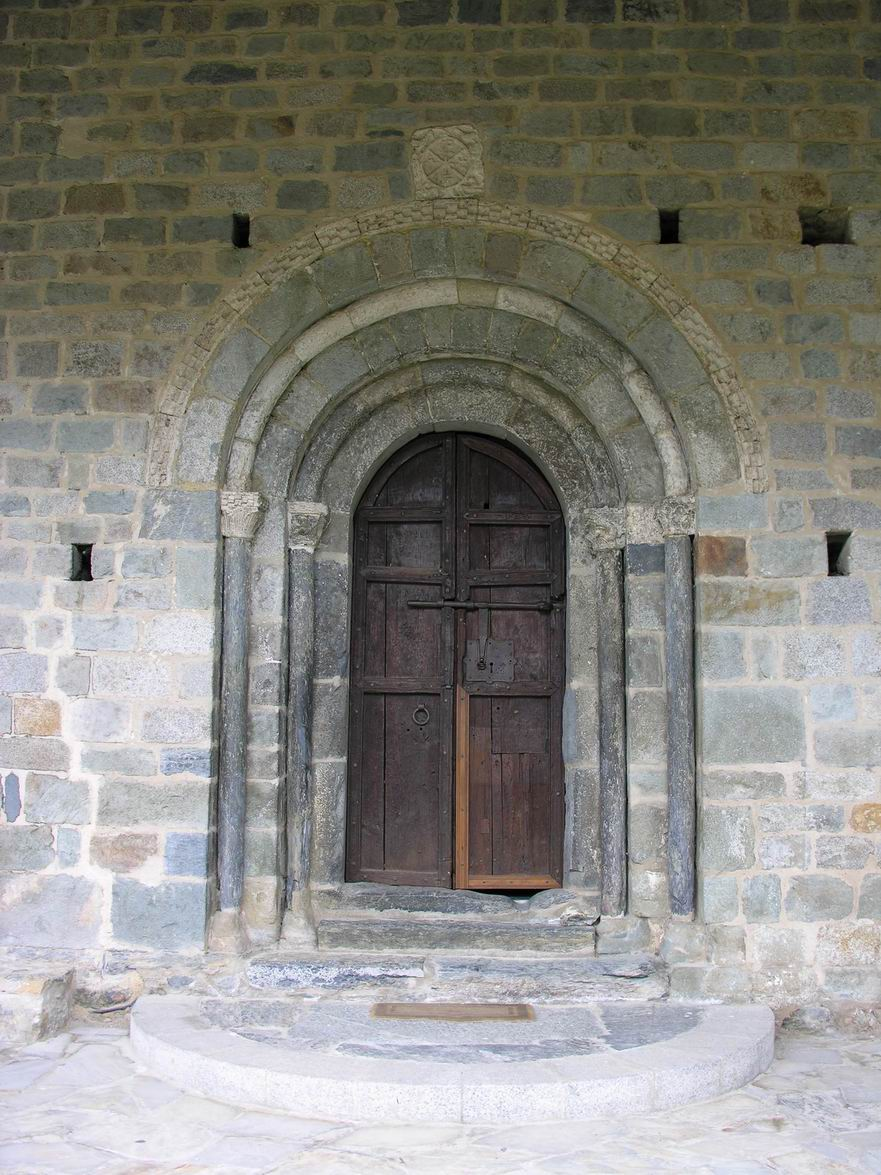
Porta

La portada d'accés a l'església de Durro que, com ja s'ha esmentat, és oberta sota un porxo, presenta una decoració escultòrica força senzilla, però correcta. Per sobre del dos arcs en gradació amb arquivoltes sostingudes per columnes amb capitells, hi ha un arc que deriva del guardapols, tot i que la seva funció és únicament ornamental; una sanefa escacada cobreix tota la superfície. El mateix motiu ocupa tota la línia inferior de la cornisa d'aquesta mateixa façana, sota l'embigat que cobreix el porxo.
Per sobre de l'arc derivat del guardapols, just sobre la línia a la clau de l'arc de la porta, hi ha un crismó treballat en baix relleu força interessant. La imatge del crismó, monograma de Crist, és formada per caràcters X i P, que són les dues primeres lletres gregues del nom de Crist; i les lletres A (alfa) i w (omega), com a principi i fi de totes les coses que representen la figura de Crist. Els quatre caràcters en combinació són inscrits en un cercle. Aquest, és alhora, inscrit en un quadrat, els espais lliures del qual són ocupats per quatre figures. Dos ocells afrontats ocupen els carcanyols superiors, tot recordant compositivament el tema iconogràfic d'origen paleocristià dels paons bevent de la font de la vida. Els carcanyols inferiors són ocupats per dos animals, un bou i potser un lleó, que podrien simbolitzar dos dels quatre evangelistes. La resta dels espais lliures (franges verticals del quadrat entre els animals superiors i els inferiors) és ornada per elements florals o vegetals que es tornen a repetir en els capitells de la portada.

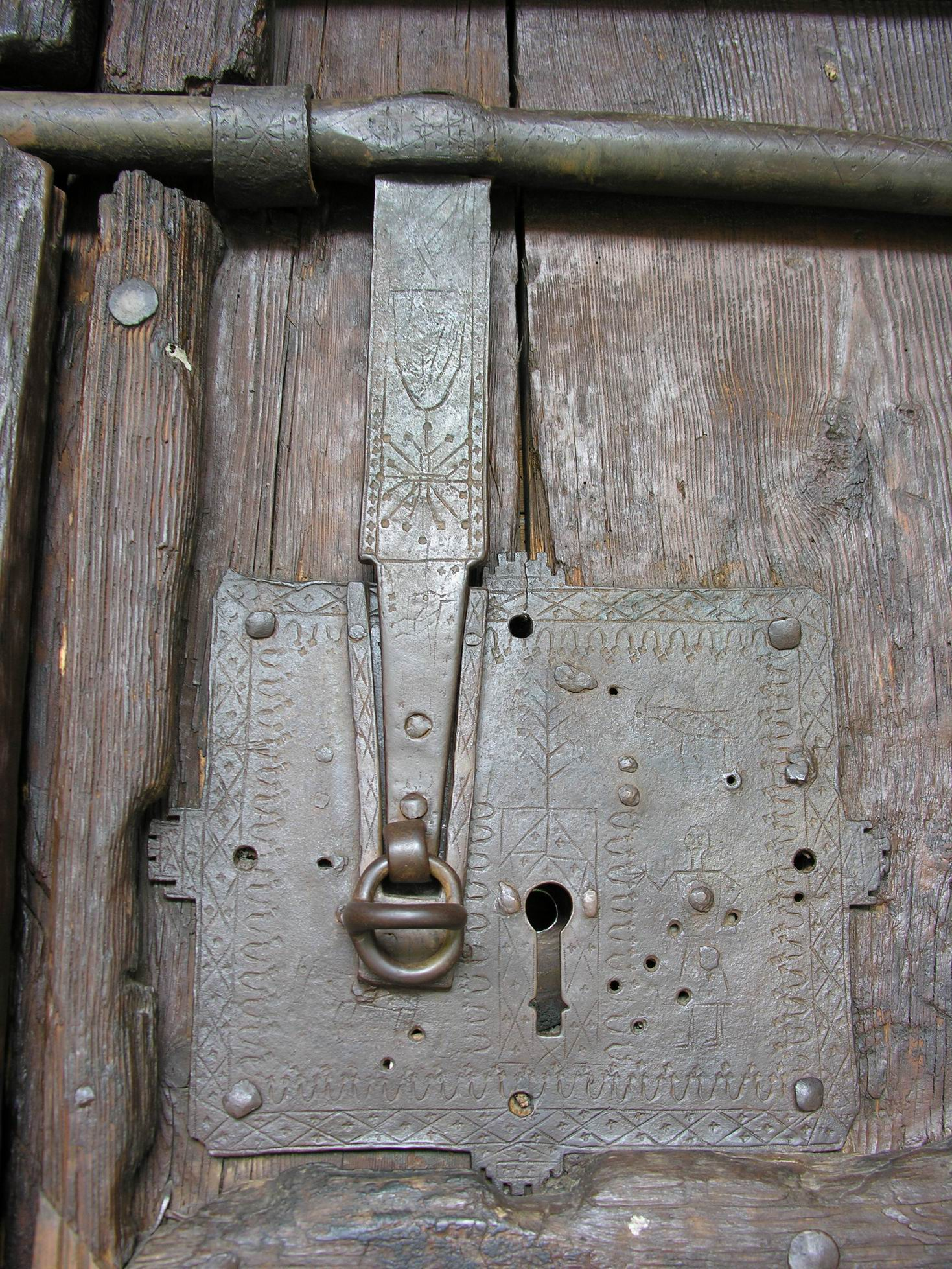
Pany de la porta

Aquests capitells, quatre en total, presenten una decoració força senzilla Els dos externs són decorats amb fulles força estilitzades, que recorden l'ús de fulles d'acant i de palmeta en la decoració del capitell clàssic. Un d'ells, el del brancal de ponent, és coronat per un cimaci ornat per una sanefa escacada. Els dos capitells interns presenten bàsicament figures d'animals contraposades que ajunten els angles. Recorden, tot i el mal estat en què es conserven, les composicions més clàssiques del romànic rossellonès, a base de figures lleonines contraposades i en actituds diverses. El capitell de la banda de ponent presenta a la cara externa un quadrúpede que recorda la figura d'un ase, mentre que a la cara interna presenta un rostre humà al centre -ocupant el lloc del dau central, fet que també és usual en tota l'estructura de tradició rossellonesa- i les restes del que potser era un altre quadrúpede; la parella d'animals, doncs, es presentaria afrontada i alçant una pota davantera cap a l'angle. El capitell de la banda de llevant, en canvi, sembla presentar una parella de lleons, oposats i girant el cap vers l'angle tot flanquejant un vegetal derivant de l'acant que ocupa l'angle.
La part alta del tambor d'aquests dos capitells figurats, que es confon amb el que pot ser el cimaci, és decorada mitjançant una sanefa de fulles entrellaçades semblants a la del crismó, i en el cas del capitell de ponent, recolzada sobre una mena de motllura trenada. El collarí dels dos capitells amb decoració vegetal és llis, mentre que els dos figurats és torçat.
Les combinacions ornamentals, com també el repertori vegetal o floral emprat en tota la decoració descrita, juntament amb la utilització d'un repertori d'imatges clàssic en el romànic que ha perdut el sentit de la seva simbologia i composició, fan pensar que ens trobem davant un conjunt força tardà, corresponen probablement a mitjan segle xiii.
Cal dir que si bé en conjunt la portada de Durro és força semblant a la de Cóll, aquesta és superior pel que fa a l'escultura, tant en factura com en repertori iconogràfic i ornamental.

## L'interior

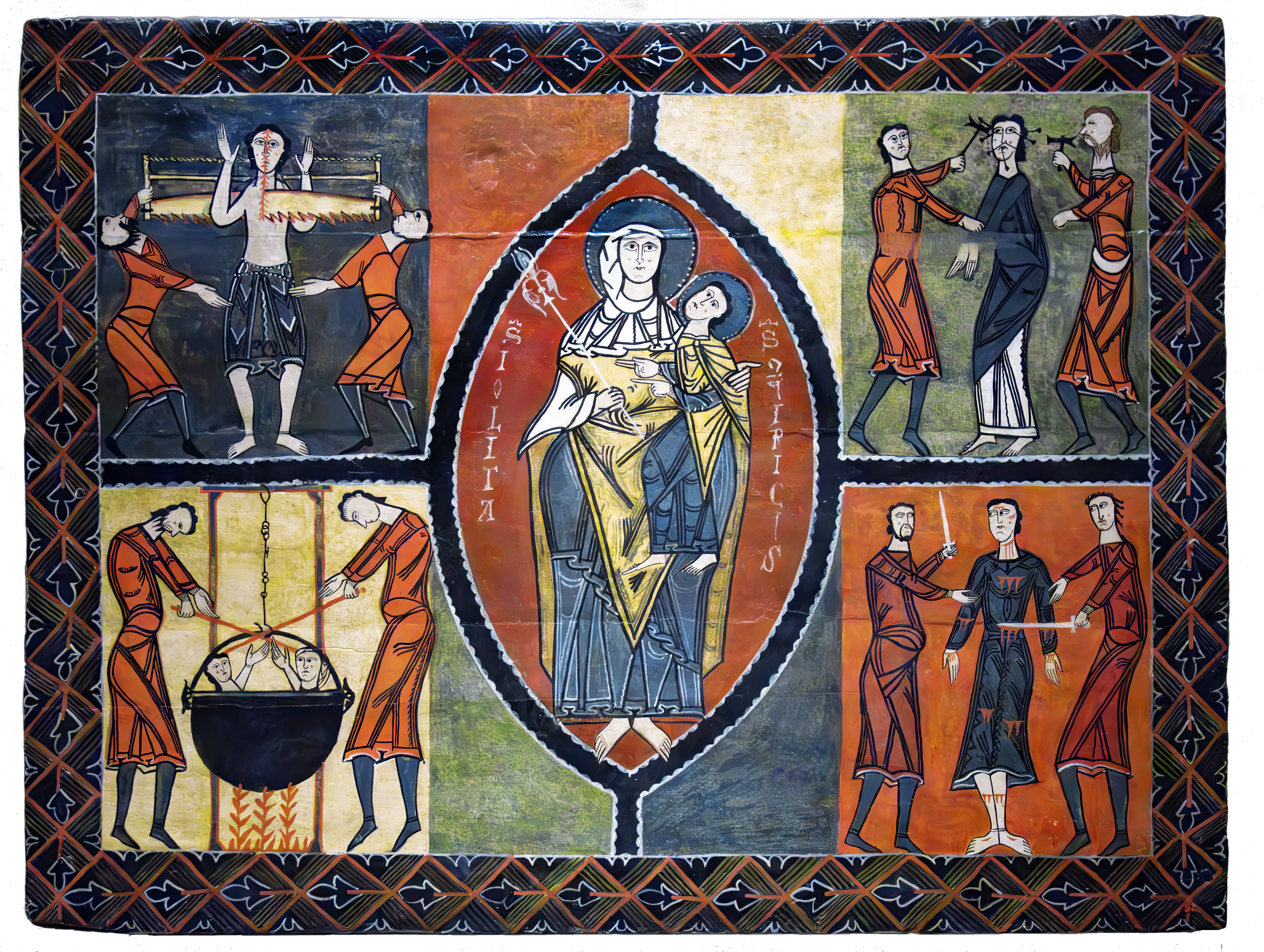
Frontal d'altar de Durro, exposat al MNAC.

Durant el període gòtic es va afegir un espai format dues capelles amb voltes d'ogiva, una decorada amb l'altar del Roser (segle XVII) i l'altra amb el del Sant Crist (segle xviii). Al mur sud es conserva una arcada a sota de la qual hi ha l'altar de Sant Antoni (segle xviii). A la capella amb coberta de cúpula, hi trobem l'altar de Sant Joan (segle xviii). L'altar major (segle xix) és presidit per les imatges de la Mare de Déu, Josep de Natzaret i sant Joaquim. Al cor es conserva un banc fet de diferents peces, dos dels plafons mostren treball de calats medievals que es relacionen amb el banc de Sant Climent de Taüll. Durant les tasques de restauració de 2000 a 2003 es va recuperar una talla de fusta amb restes de policromia del Nicodem que formava part del Davallament, es pot veure al cor de l'església.
Al Museu Nacional d'Art de Catalunya es conserva la talla de fusta de la Mare de Déu (núm. d'inventari 15.895), que formava part del conjunt del Davallament. De la figura del Crist només es conserva una fotografia: la imatge es va cremar l'any 1936. Totes dues imatges es relacionen estilísticament i iconogràfica amb el conjunt del Davallament d'Erill la Vall i es poden datar al darrer quart del segle xii.

## Restauracions del 1983 i del 2000
L'any 1983 es va restaurar i sobre-aixecar la teulada, l'any 1994 es va restaurar el campanar. L'any 2000 es van iniciar les tasques de restauració de les església i dels seus béns mobles, que van acabar a finals de l'any 2003. L'església de la Nativitat de la Mare de Déu de Durro va ser declarada Bé Cultural d'Interès Nacional l'any 1991 i forma part del conjunt romànic català de la Vall de Boí declarat Patrimoni de la Humanitat per la UNESCO el 30 de novembre de 2000.